# 삼성 워치온
삼성 워치온(Samsung WatchON)은 갤럭시 S4에 처음 도입된 삼성전자의 서비스이다. (미국에서는 갤럭시 노트 8.0에 처음 도입됨) 모바일 기기에서 자신이 사용중인 TV, 셋톱박스의 실시간 프로그램 정보를 이미지 형태로 보고 선택할 수 있으며, 실시간 프로그램 뿐만 아니라 VOD 컨텐츠까지 다양한 프로그램을 개인의 시청 패턴에 기반하여 추천받을 수 있다. 삼성 워치온은 갤럭시 S4, 갤럭시 노트8.0, 갤럭시 탭3 7.0, 갤럭시 탭3 8.0, 갤럭시 탭 10.1, 갤럭시 탭2 7.0, 갤럭시 탭2 10.1, 갤럭시 노트 10.1 등에서 사용 가능하다.

## 기능

### 맞춤형 추천
개인화 추천을 통해 사용자 개개인의 시청 이력에 기반한 맞춤형 콘텐츠를 제공한다.

### 원스톱 검색
영화와 TV프로그램을 한 곳에서 찾아 볼 수 있다.

### 통합 리모컨 및 TV 가이드
모바일 기기로 TV와 셋탑박스 등의 주요 미디어 장치를 리모트 컨트롤 할 수 있다.

### 멀티 디바이스 환경
모바일에서 콘텐츠를 감상하다가 TV로 이어서 시청하거나 TV로 시청하던 프로그램을 모바일 기기로 연결하여 볼 수 있다.

## 이용 가능한 지역 및 기기
| 나라       | 기기      | 기기            | 기기           | 기기           | 기기            | 기기           | 기기            | 기기             |
| 나라       | 갤럭시 S4 | 갤럭시 노트 8.0 | 갤럭시 탭3 7.0 | 갤럭시 탭3 8.0 | 갤럭시 탭3 10.1 | 갤럭시 탭2 7.0 | 갤럭시 탭2 10.1 | 갤럭시 노트 10.1 |
| ---------- | --------- | --------------- | -------------- | -------------- | --------------- | -------------- | --------------- | ---------------- |
| 한국       | 예        | 예              | 아니요         | 예             | 아니요          | 아니요         | 아니요          | 아니요           |
| 미국       | 예        | 예              | 예             | 예             | 예              | 예             | 예              | 예               |
| 영국       | 예        | 예              | 아니요         | 예             | 예              | 아니요         | 아니요          | 아니요           |
| 프랑스     | 예        | 예              | 아니요         | 예             | 예              | 아니요         | 아니요          | 아니요           |
| 독일       | 예        | 예              | 아니요         | 예             | 예              | 아니요         | 아니요          | 아니요           |
| 스페인     | 예        | 예              | 아니요         | 예             | 예              | 아니요         | 아니요          | 아니요           |
| 오스트리아 | 예        | 예              | 아니요         | 예             | 예              | 아니요         | 아니요          | 아니요           |
| 덴마크     | 예        | 예              | 아니요         | 예             | 예              | 아니요         | 아니요          | 아니요           |
| 벨기에     | 예        | 예              | 아니요         | 예             | 예              | 아니요         | 아니요          | 아니요           |
| 핀란드     | 예        | 예              | 아니요         | 예             | 예              | 아니요         | 아니요          | 아니요           |
| 아일랜드   | 예        | 예              | 아니요         | 예             | 예              | 아니요         | 아니요          | 아니요           |
| 네덜란드   | 예        | 예              | 아니요         | 예             | 예              | 아니요         | 아니요          | 아니요           |
| 노르웨이   | 예        | 예              | 아니요         | 예             | 예              | 아니요         | 아니요          | 아니요           |
| 스위스     | 예        | 예              | 아니요         | 예             | 예              | 아니요         | 아니요          | 아니요           |
| 스웨덴     | 예        | 예              | 아니요         | 예             | 예              | 아니요         | 아니요          | 아니요           |
| 캐나다     | 예        | 예              | 아니요         | 예             | 예              | 아니요         | 아니요          | 아니요           |
| 호주       | 예        | 예              | 아니요         | 예             | 예              | 아니요         | 아니요          | 아니요           |